# Jean Larmanjat

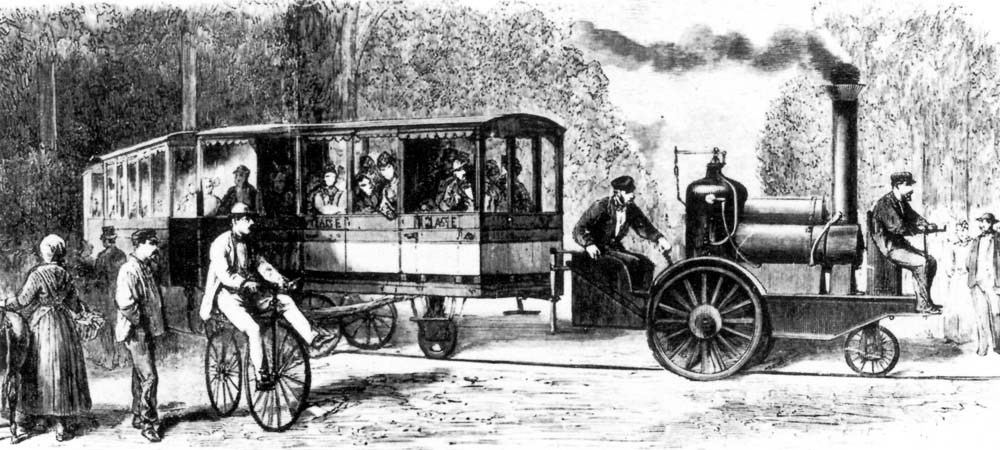
Monocarril Larmanjat, 1868

Jean Larmanjat (Huriel, 4 de março de 1826 — Paris, 26 de agosto de 1895) foi um engenheiro mecânico francês, que se destacou como o inventor do sistema de caminho-de-ferro mono-carril que ficou conhecido como o Larmanjat. 